# Aeroporto (Goiânia)
Aeroporto é um bairro da cidade brasileira de Goiânia. Localizado na região central do município, entre os setores Campinas, Funcionários e o Central da cidade, o bairro ganhou este nome por ter abrigado o primeiro aeroporto de Goiânia entre as décadas de 1930 e 1950.
Segundo dados do Instituto Brasileiro de Geografia e Estatística (IBGE), divulgados pela prefeitura, no Censo 2010 a população do bairro Aeroporto era de 10.658 pessoas.
No bairro também está o Colégio Agostiniano Nossa Senhora de Fátima, que é considerado uma das escolas mais antigas da cidade, fundado em 1964.